# Kittery Point, Maine
Kittery Point, Maine (енгл. Kittery Point) насељено је место без административног статуса у америчкој савезној држави Мејн.

## Демографија
По попису из 2010. године број становника је 1.012, што је 123 (-10,8%) становника мање него 2000. године.
| Група             | 2000.         | 2010.       |
| Белци             | 1.100 (96,9%) | 991 (97,9%) |
| Афроамериканци    | 11 (1,0%)     | 1 (0,1%)    |
| Азијати           | 6 (0,5%)      | 6 (0,6%)    |
| Хиспаноамериканци | 6 (0,5%)      | 9 (0,9%)    |
| Укупно            | 1.135         | 1.012       |